# Хамецереус стелющийся
Chamaecereus silvestrii (лат.) — вид растений из рода Хамецереус, семейства Кактусовые. Растение часто называют «арахисовым кактусом».

## Описание
Это вид произрастает в Аргентине (провинция Тукуман). У растения несколько цилиндрических зеленоватых стеблей, выходящих из основания. У каждого стебля от 8 до 10 ребер с белесыми ареолами. Из них выходят 10-15 коротких колючек, длиной всего 1,5 миллиметра.
Цветки красные, диаметром около 4 сантиметров. Плод красноватый, длиной около 7 миллиметров, внутри множество мелких черных семян.

## Таксономия
Chamaecereus silvestrii (Speg.) Britton & Rose, Cact. 2: 48 (1922).

#### Этимология
Chamaecereus: родовое латинское наименование.
silvestrii: эпитет.

#### Синонимы
Гомотипные (основанные на одном и том же номенклатурном типе):
- Cereus silvestrii Speg. (1911)
- Echinopsis chamaecereus H.Friedrich & Glaetzle (1983)
- Lobivia silvestrii (Speg.) G.D.Rowley (1967)

Гетеротипные (основанные на разных номенклатурных типах):
- Cereus silvestrii var. crassicaulis Backeb. (1934)

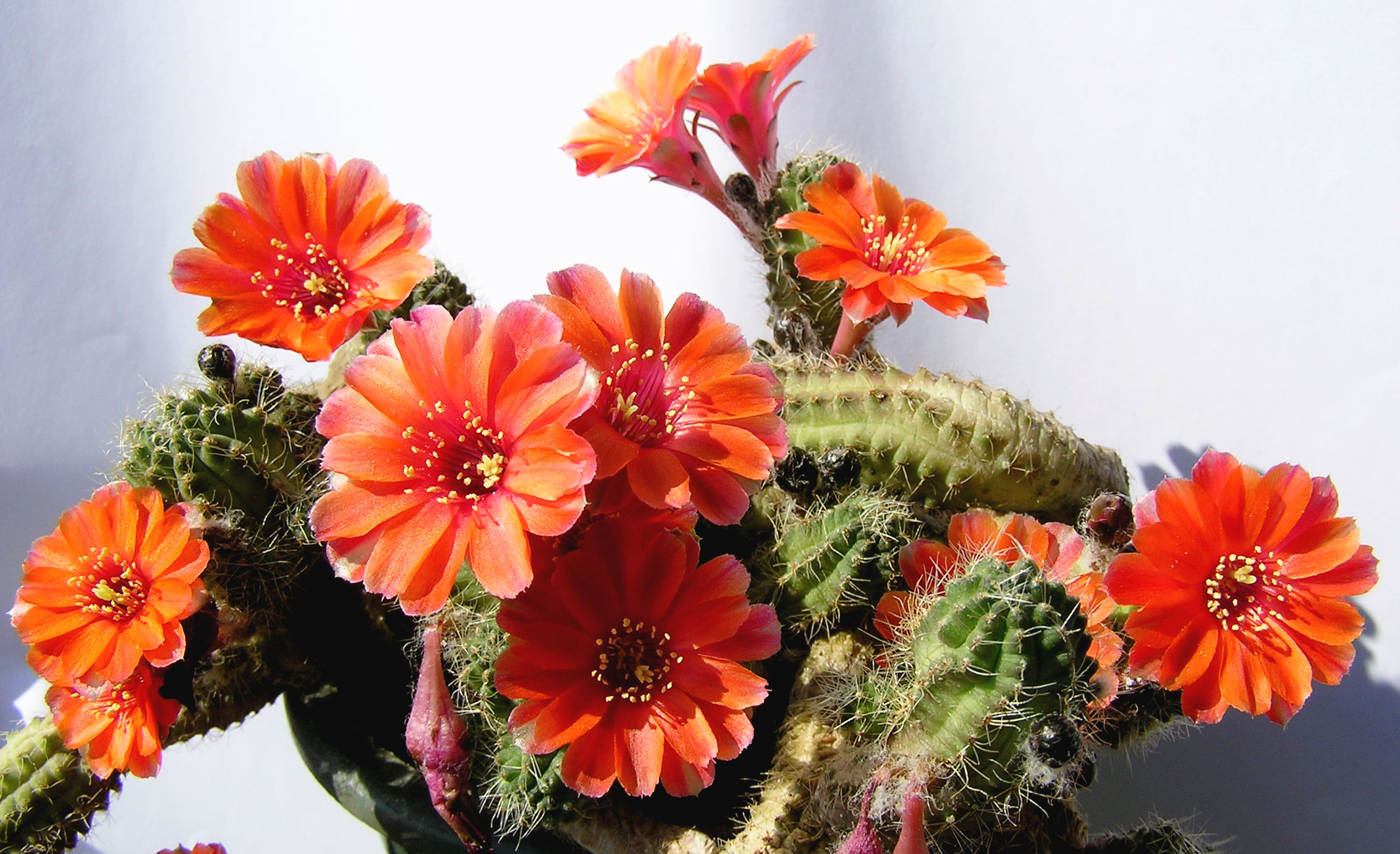
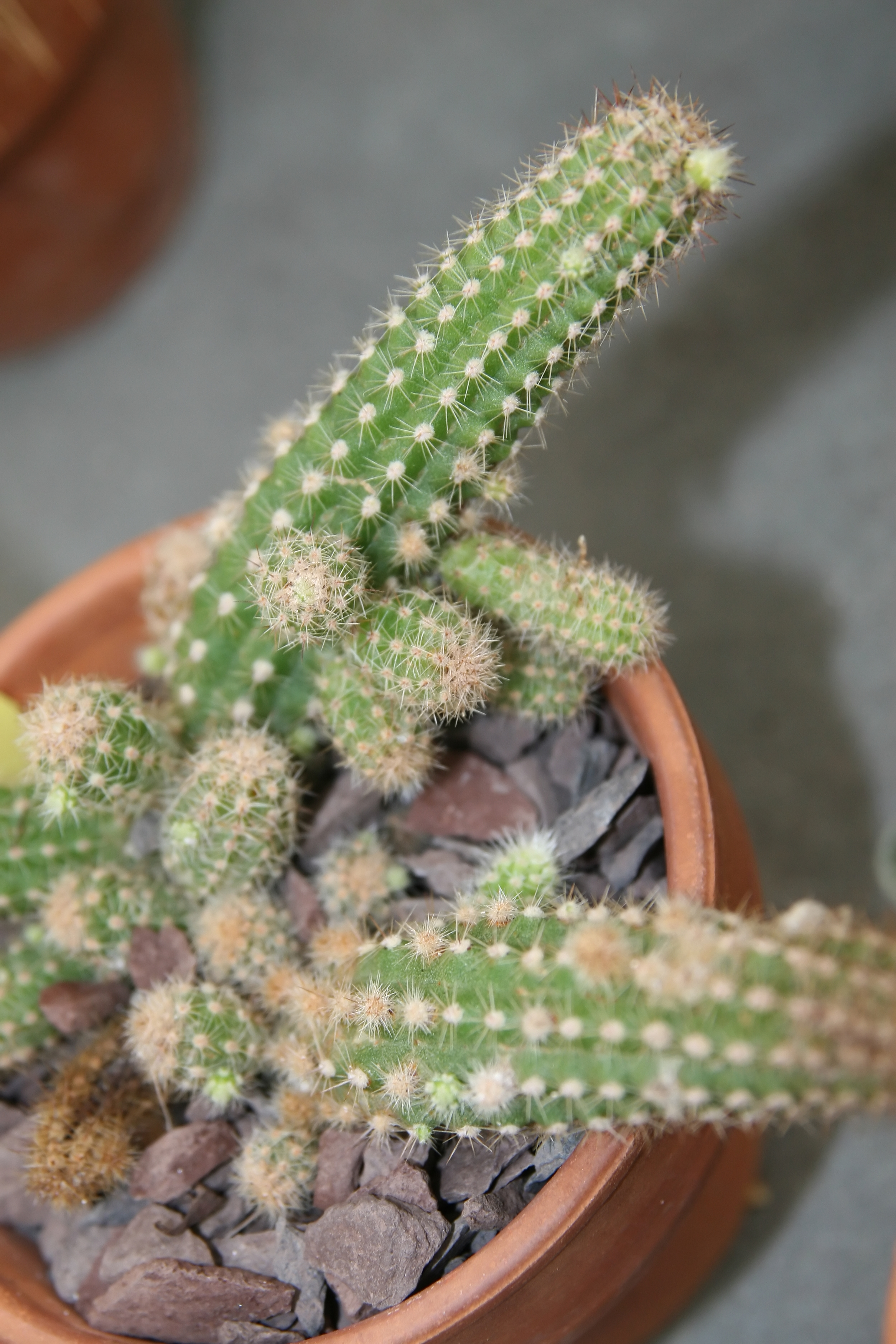
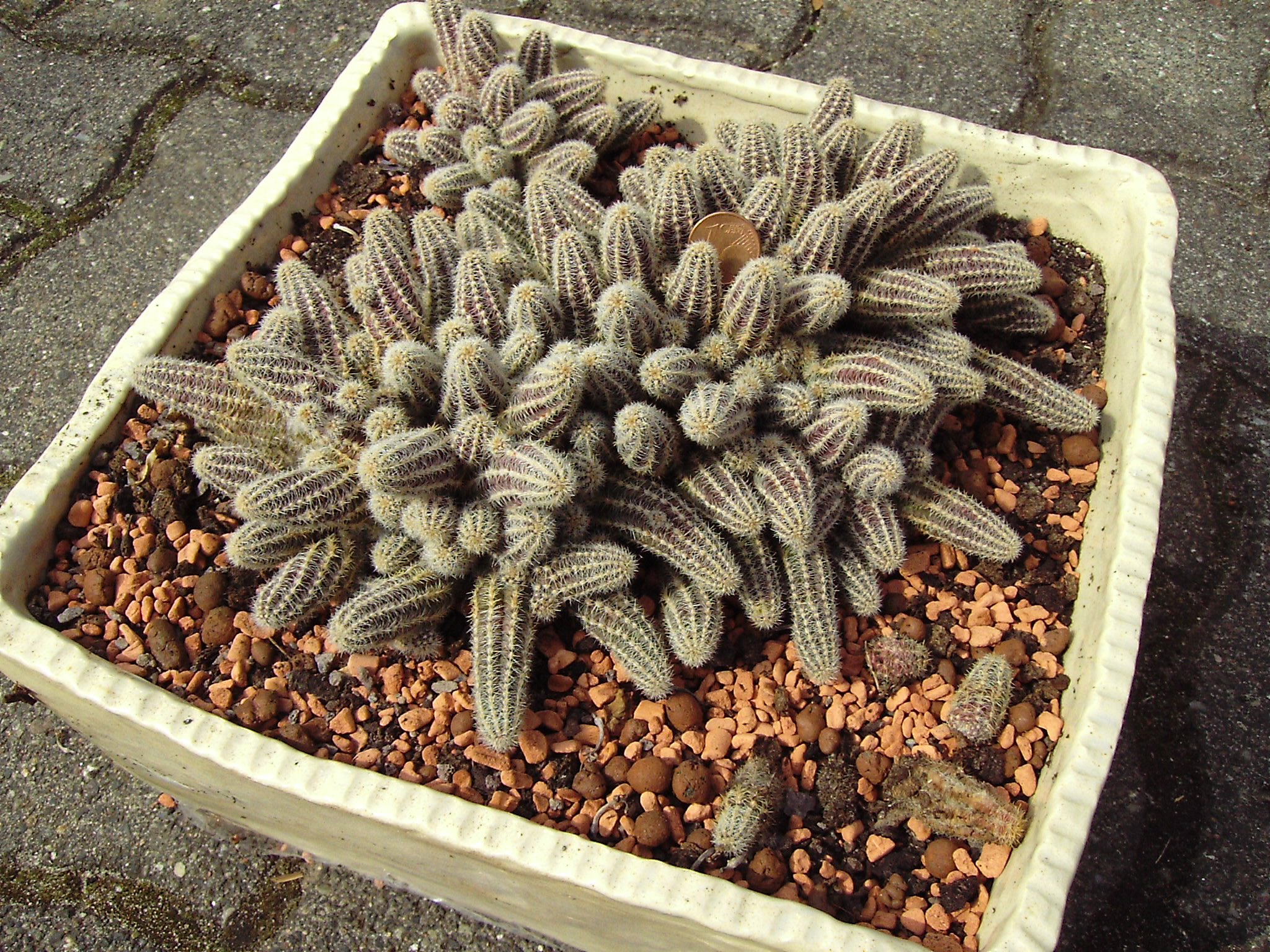
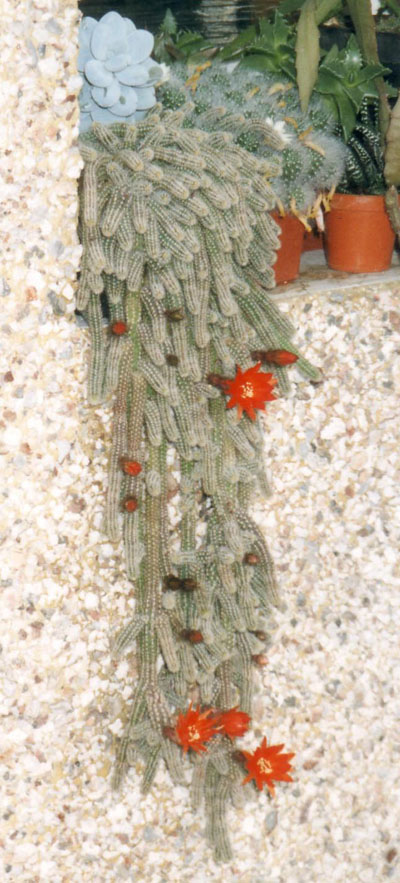

## Выращивание
Легко выращиваемый кактус, подходящий как для подвесных корзин, так и для горшков. Следует выращивать в хорошо дренированной почве на солнечном месте. Этот кактус нуждается в периоде прохладного отдыха зимой, чтобы дать обильное цветение. Он свободно цветет в помещении, если ему подходят условия. Зимой растение выживает на улице без защиты (морозоустойчиво до -8°), но и тогда несколько подвержено гниению.
Летом требуется умеренный полив, тогда как зимой полив не требуется. Следует следить за заражением мучнистым червецом, щитовкой и паутинным клещом.

## Размножение
Легко размножается отводками или семенами. Небольшие суставы производятся в больших количествах. Эти отростки можно отделить и сразу посадить, так как они легко укореняются без посторонней помощи, когда касаются земли.

## Примечание
1. ↑  Monica Sanchez, Monica Sanchez. Информационный бюллетень Echinopsis chamaecereus: характеристики и уход. Ciber Cactus (15 декабря 2020). Дата обращения: 3 сентября 2022.
2. ↑  Chamaecereus silvestrii (Speg.) Britton & Rose | Plants of the World Online | Kew Science (англ.). Plants of the World Online. Дата обращения: 5 ноября 2022. Архивировано 5 ноября 2022 года.
3. 1 2  Chamaecereus silvestrii. www.llifle.com. Дата обращения: 19 ноября 2022. Архивировано 19 ноября 2022 года.